# Uluṟu
Uluṟu (pitjantjatjara /ˈʊ.lʊ.ɻʊ/), ufficialmente Uluṟu/Ayers Rock (/ˈɛərz ˈrɒk/), è un massiccio roccioso al centro dell'Australia, il più imponente di quello smisurato entroterra che i colonizzatori anglosassoni hanno chiamato outback.
Situato nel Territorio del Nord, 450 km a sudovest della città di Alice Springs, si staglia nella desertica piana del bush, visibile a decine di chilometri di distanza: luogo sacro agli aborigeni, ai quali è stato formalmente riconsegnato nel 1985, è celebre anche per la mutevole colorazione, che dal rosso intenso muta in modo spettacolare – dall'ocra all'oro, dal bronzo al viola – secondo l'ora e la stagione.
Queste e altre caratteristiche ne hanno fatto un'icona dell'Australia e una delle sue più note destinazioni turistiche.
Nel 1950 vi fu istituito l'Ayers Rock National Park, diventato Ayers Rock-Mount Olga National Park nel 1958, infine rinominato Parco nazionale Uluṟu-Kata Tjuta nel 1993, gestito congiuntamente dal Governo federale e dagli indigeni.

## Nome
Uluṟu è il nome aborigeno del luogo, si pensa derivato dal termine ulerenye, che in lingua Arrernte significa "straniero/sconosciuto".
È anche un cognome comune nella zona.
Il primo europeo a riferire della formazione fu l'esploratore Ernest Giles, che nell'ottobre 1872 la avvistò da molto lontano, non potendo avvicinarsi oltre a causa del lago Amadeus. Giles descrisse Uluṟu come "una pietra notevole" (espressione che non fu adottata come nome, a differenza di quanto accadde alle remarkable rocks di Kangaroo Island). Il 19 luglio dell'anno successivo, l'esploratore William Gosse battezzò il massiccio Ayers Rock in onore di Henry Ayers, allora primo ministro dell'Australia Meridionale.
Nel 1993 fu stabilita formalmente una doppia denominazione, secondo cui sia il nome aborigeno sia quello inglese erano considerati nomi ufficiali: il 15 dicembre 1993 Uluṟu fu infatti ribattezzato Ayers Rock/Uluṟu, ma quasi dieci anni dopo, il 6 novembre 2002, il doppio nome fu ufficialmente invertito, diventando Uluṟu/Ayers Rock, su richiesta dell'Associazione Regionale del Turismo di Alice Springs. Di fatto, il nome aborigeno è più utilizzato per indicare la roccia, mentre quello inglese è riferito al piccolo aeroporto della zona. Il villaggio più vicino si chiama Mutitjulu.

## Descrizione

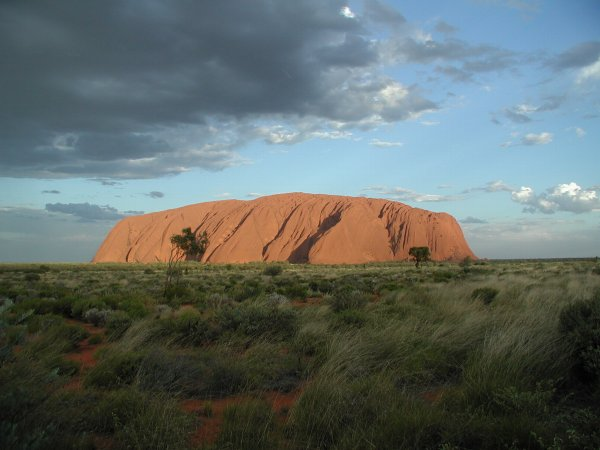
Uluṟu nel pomeriggio

In geologia Uluṟu è definito come un inselberg, una formazione rocciosa isolata che emerge in una piana di materiale più tenero.
Si eleva per 348 metri dal terreno ad un'altitudine di 863 metri s.l.m. e ha una circonferenza di circa nove chilometri, mentre sprofonda nel terreno, secondo alcune ipotesi, per circa sette chilometri fino a raggiungere Kata Tjuta, distante 25 km.
È composto prevalentemente da arcose a grana grossa (un tipo di arenaria di origine granitica caratterizzata da un'abbondanza di feldspato) e da alcuni conglomerati. La composizione media è del 50% di feldspato, del 25-35% di quarzo e fino al 25% di frammenti di roccia; la maggior parte del feldspato è K-feldspato con solo un piccolo plagioclasio come grani subarrotondati e inclusioni altamente alterate all'interno del K-feldspato.
La roccia conglomerata di Uluṟu ha avuto origine tra l'ultima fase del Neoproterozoico e primo periodo Cambriano (550–530 milioni di anni fa) dal deposito di sabbia e detriti proveniente da un conoide di deiezione di una formazione granitica. La notevole uniformità della roccia e il basso numero di fissurazioni ha contribuito alla sua maggiore durata rispetto a quelle circostanti.
La formazione presenta pareti estremamente lisce a strapiombo e una superficie molto dura che da lontano appare compatta, mentre avvicinandosi rivela sorgenti, pozze, caverne, peculiari fenomeni erosivi e antichi petroglifi.
Caratteristica notevole del massiccio è il modo in cui sembra cambiare colore nelle diverse ore del giorno e nei diversi mesi dell'anno; alba e tramonto, in particolare, producono veloci variazioni di colore molto suggestive e spettacolari. Questi effetti cromatici sono dovuti a minerali come i feldspati che riflettono particolarmente la luce rossa e possono essere ricchi di ferro, che ossidandosi virano sul rosso.
Vicino all'estremità ovest di Uluṟu si trova la comunità aborigena di Mutitjulu (pop. circa 300). La popolazione locale si chiama Pitjantjatjara o Anangu (che significa "gente" in lingua Pitjantjatjara). A 17 km di distanza, appena fuori dal National Park, si trova invece il paese turistico di Yulara (pop. 3.000).
A 25 km da Uluṟu si trovano i monti Kata Tjuta, letteralmente "molte teste", le cui formazioni rocciose hanno avuto la medesima genesi e hanno un simile colore rosso. I Pitjantjatjara e gli Yankunytjatjara chiamano i turisti che vanno a visitare Uluṟu e i Kata Tjuta minga tjuta, che significa "formiche", così da descrivere l'immagine che danno dalla cima di queste formazioni.
Nei pressi di Uluṟu, il 17 agosto 1980 una neonata, Azaria Chamberlain, scomparve dalla tenda con cui i genitori stavano campeggiando: una tragedia che scosse tutta l'Australia, con strascichi giudiziari fino al 2012, e che ispirò anche il film Un grido nella notte.

## Uluṟu nella mitologia aborigena

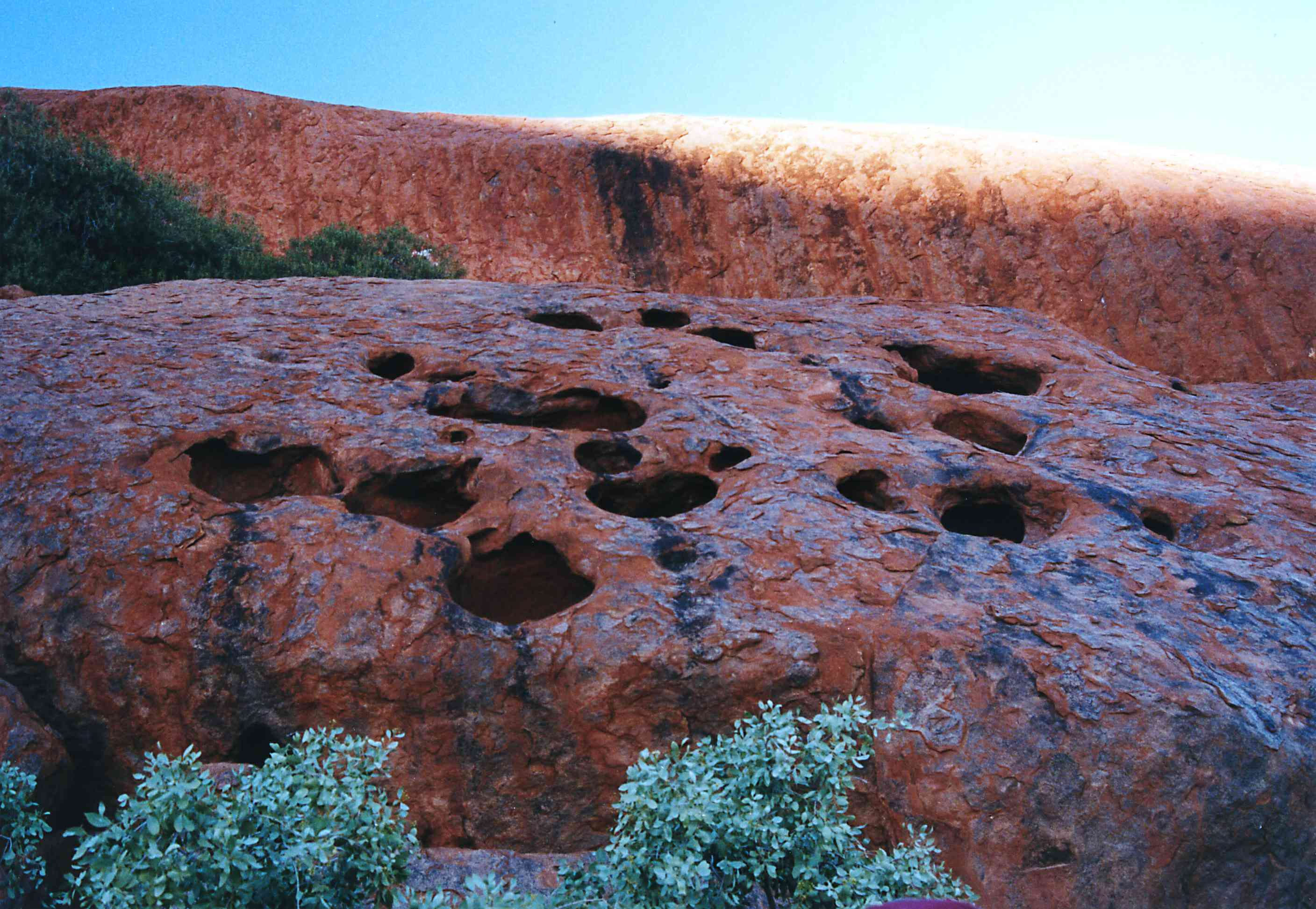
I fenomeni corrosivi sulla superficie di Uluṟu sono spiegati dai miti della formazione del dreamtime

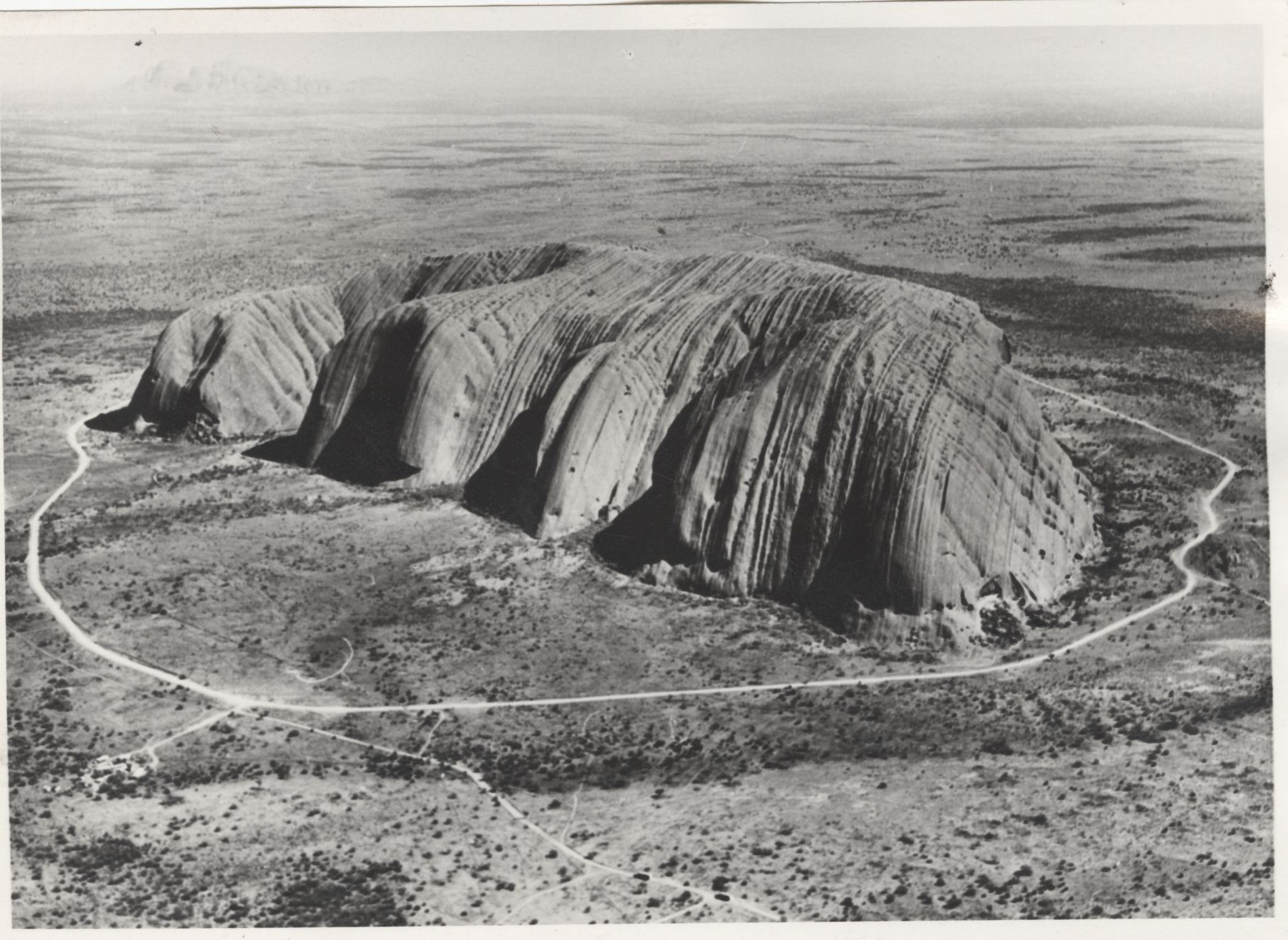
Uluṟu nel 1960

Uluṟu ha un ruolo particolare nella mitologia del dreamtime ("era del sogno", o tjukurpa) delle popolazioni del luogo. In generale, il tjukurpa è un insieme di "miti di formazione", volti a spiegare le caratteristiche geografiche del territorio (pozze, montagne, caverne e così via) come "tracce" dei viaggi e delle azioni di esseri ancestrali (vissuti, appunto, nell'"epoca del sogno" che precede la memoria umana). Inoltre, gli aborigeni ritengono che questi elementi geografici mantengano per sempre l'essenza vitale e creativa degli esseri che l'hanno generata. Queste creature ancestrali sono generalmente descritte come giganti in parte umani e in parte simili ad animali o piante.
Il sito di Uluṟu porta i segni dell'attività di numerose creature ancestrali. La maggior parte dei miti su Uluṟu, sulle sue caverne, le sue pozze, le sue sorgenti, o le caratteristiche del paesaggio circostante è segreta, e non viene rivelata ai piranypa (i non-aborigeni); solo gli elementi generali della storia della formazione dell'Uluṟu sono noti.
Secondo il mito, Tatji, la Lucertola Rossa, che abitava nelle pianure, giunse a Uluṟu. Lanciò il suo kali (boomerang), che si piantò nella roccia. Tatji scavò la terra alla ricerca del suo kali, lasciando numerosi buchi rotondi sulla superficie della roccia. Questa parte della storia è volta a spiegare alcuni insoliti fenomeni di corrosione sulla superficie di Uluṟu. Non essendo riuscito a trovare il suo kali, Tatji morì in una caverna; i grossi macigni che vi si trovano oggi sono i resti del suo corpo.
Un altro mito riguarda due fratelli bellbird (un uccello australiano della famiglia dei passeri) che cacciavano un emù. L'emù fuggì verso Uluṟu e due uomini lucertola dalla lingua blu, Mita e Lungkata, lo uccisero e lo macellarono (alcuni grossi macigni nei pressi di Uluṟu sono interpretati come pezzi della carne dell'emù). Quando i fratelli bellbird giunsero sul posto, gli uomini lucertola diedero loro un misero pezzetto di carne, sostenendo che non c'era altro. Per vendetta, i fratelli bellbird diedero fuoco al riparo degli uomini lucertola. Questi cercarono di fuggire scalando le pareti della roccia, ma caddero e arsero vivi. Questa storia spiega i licheni grigi sulla superficie della roccia nella zona dove si sarebbe tenuto il pasto (che sono considerati traccia del fumo dell'incendio) e due macigni semi-sepolti (i resti dei due uomini lucertola).
Queste e altre storie del dreamtime sono rappresentate da numerosi dipinti rupestri lungo la superficie di Uluṟu. Secondo la tradizione aborigena, questi dipinti vengono frequentemente rinnovati; fra gli innumerevoli strati di pittura, i più antichi risalgono a migliaia di anni fa. Diversi luoghi lungo il perimetro di Uluṟu hanno valenza religiosa particolarmente forte e i turisti che li visitano sono soggetti a diversi livelli di proibizione (per esempio di non avvicinarsi a determinati luoghi o non scattare fotografie).

## Scalare Uluṟu

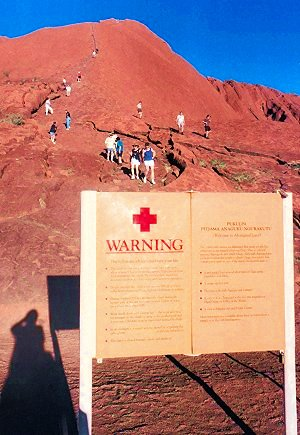
Scalatori e segnale di pericolo

Dal 25 ottobre 2019 è vietato scalare il massiccio, come chiedevano gli aborigeni da decenni: sia perché si tratta di un luogo sacro nella loro mitologia del Tempo del Sogno, sia per motivi di sicurezza, visti i periodici incidenti, anche mortali, registrati fra i turisti. 
Già nel 1983, il Primo Ministro australiano Bob Hawke aveva promesso che avrebbe vietato la scalata, ma quando il governo restituì la proprietà di Uluṟu agli Anangu (il 26 ottobre 1985), fra le condizioni poste c'era anche che per 99 anni fosse concesso ai turisti di scalare la roccia.
La scalata di Uluṟu era infatti un richiamo molto importante, ma sebbene già nel 1964 fosse stato posizionato un corrimano (poi esteso nel 1976), l'ascesa rimase piuttosto pericolosa per la superficie ripida e scivolosa, per il rischio di insolazioni in alcune ore e stagioni, in generale per la fatica della scalata (circa un'ora) – tant'è che fra le cause principali di decesso c'era l'attacco di cuore.

## Nella cultura di massa
Il duomo roccioso di Uluṟu è un elemento centrale in:
- Un grido nella notte, film del 1988 con Meryl Streep, ispirato dal caso Azaria Chamberlain
- l'episodio 1x10 della serie TV Farhat - Il principe del deserto.